# Hesicasmo
Hesicasmo, hesiquiasmo o, más raramente, esicasmo (del griego; en escritura politónica: ἡσυχασμός/hēsykhasmós, derivado de ἡσυχία/hēsykhía, "quietud, silencio, paz interior"), es una doctrina y práctica ascética meditativa difundida entre los monjes cristianos orientales, a partir del siglo IV con los llamados Padres del Desierto.
El objetivo del hesicasmo es la búsqueda de la paz interior en unión mística con Dios y en armonía con la creación. Las tres características fundamentales del hesiquiasmo son: la soledad, como medio de huir del mundo; el silencio, para obtener la revelación del futuro y del mundo ultraterreno; y la quietud, para conseguir el control de los pensamientos, la ausencia de preocupaciones y la sobriedad.

## Historia
Divulgada por Evagrio Póntico en el siglo IV d. C., es una tradición inicialmente eremítica de plegaria que se mantiene dentro del rito bizantino practicada para ἡσυχάζω/ hesykazo ("mantener la quietud") por los monjes hesicastas ( en griego: Ἡσυχαστής/ hesykastes). Recibe también el nombre de onfalopsis ("llevar el alma en el ombligo").
Se atribuye el principal desarrollo del hesicasmo a la comunidad monástica del monte Athos, pudiendo rastrearse influencias anteriores llegadas desde la península del Sinaí, y probablemente en última instancia desde la India, cuyas tradiciones budistas y yóguicas se extenderían hasta Irán, Asia Central, Mesopotamia y Siria, y llegarían a contar con arraigo hasta el norte de África. Estas influencias podrían haber alcanzado el cristianismo a través de la influencia del sufismo musulmán y prácticas como el dhikr.
En el monte Athos recibió un impulso decisivo a partir de Gregorio Palamás ya en el siglo XII, y luego con Filoteo Kokkinos y Nicolás Cabasilas, y así en siglos posteriores mediante los escritos de místicos y teólogos recopilados en el corpus de textos llamado Filocalia.
El hesicasmo tuvo gran difusión en los monasterios de Constantinopla (siglo XI) y del monte Athos (siglo XIV), llegando a ser adoptado también por la comunidad cristiana gnóstica del bogomilismo, popularizada en el siglo XII en Constantinopla bajo el reinado de Alejo I Comneno, y sobreviviendo hasta los religiosos eslavos (siglo XVIII, Rusia). Su espiritualidad tuvo gran influencia en la teología ortodoxa, impregándola hasta nuestros días con la mística del corazón.

## Práctica
Con alguna razón se ha calificado al hesicasmo como una práctica que mantiene semejanzas con el Oriente, es más, muy probablemente hayan existido influjos provenientes de la India; aunque algunos sostienen que la influencia pudo ser a la inversa; la parte central de la doctrina se basa en una re-unión con la deidad y para esto se da un conjunto de prácticas fisiológicas y psicológicas; por ejemplo mantener la inmovilidad física y psíquica (para esto lo más común era mirarse fijamente el propio ombligo) mientras se recita incesantemente la llamada "plegaria a Jesús" o "plegaria del corazón", la cual consiste en una reiteración de una misma frase según el ritmo relajado de la respiración. Al decir de los practicantes del hesicasmo, la unión mística y el ilapso se les manifiesta con una luz similar a la que envolvió a Cristo en el monte Tabor (en griego: Φῶς του Θαβώρ Luz del Thabor).[cita requerida]
Evangelio según San Mateo 17:1-2. 1 Seis días después, Jesús tomó a Pedro, a Santiago y a Juan, hermano de Santiago, y los llevó aparte a un monte alto; 2 y se transfiguró delante de ellos, y resplandeció su rostro como el sol, y sus vestidos se hicieron blancos como la luz. 
La plegaria comentada, divulgada durante el siglo XIX en el texto Relato de un peregrino ruso (de autor anónimo) dice: "Señor Jesús Cristo, hijo de Dios, ten piedad de mí que soy pecador". Este recitado se practica actualmente: 
- Libre: Permite llenar el vacío entre los tiempos de oración y las actividades ordinarias de la vida y unirse a Dios en momentos de trabajo.
- Formal: Concentrados y con exclusión de toda otra actividad.

La postura recomendada es estar sentado, disminuir la luz, cerrar los ojos, usar si se requiere un cordón de oración o komboskini. De ese modo, se dice, puede lograrse una mayor concentración. El primer método ha permitido la práctica a los laicos que llevan una vida activa. Antiguamente se hacía con la cabeza reclinada sobre el pecho, lo cual llevó a que los hesicastas fueran acusados por sus adversarios, en particular por el monje Barlaam de Calabria (siglo XIV), de practicar una mera onfaloscopía, es decir, contemplación del ombligo. Otro opositor importante –dentro de la Iglesia Ortodoxa Griega– al hesicasmo fue Nicéforo Gregoras. Actualmente esta oración se ha popularizado en Occidente a través del texto Relatos de un peregrino ruso que propone una forma libre de oración.
Entre sus seguidores destacó Nicéforo, que ideó un «método físico» para alcanzar más fácilmente un estado de contemplación, explicado en su libro Sobre la sobriedad y la guarda del corazón.

## El conflicto
Pese a lo aparentemente anodino de tal praxis, el hesicasmo provocó importantes conflictos en el ya desfalleciente Imperio bizantino del siglo XIV al quedar divididas a su favor o en su contra (por el quietismo implicado en el hesicasmo) las principales autoridades religiosas cristianas de tal imperio, esto por aproximadamente una década (ca. 1341~1351), lo que contribuyó a la debilidad ante los turcos. Con todo, en dos ocasiones un concilio aprobó como ortodoxa la defensa que Gregorio Palamás hacía del hesicasmo, primero en 1341 y después en 1351. Palamás fue nombrado arzobispo de Tesalónica  y canonizado después de su muerte. Las simpatías populares estaban del lado de Palamás.